# Femi Osofisan
Femi Osofisan, nome completo Babafemi Adeyemì Osofisan (Erunwon, 16 giugno 1946), è uno scrittore, critico letterario, regista teatrale e professore universitario nigeriano.
In molte opere utilizza degli pseudonimi; il più frequente è Okinba Launko.

## Biografia
Nato in una piccola località Yoruba, nella regione occidentale della Nigeria, Osofisan si forma presso il Collegio di Ibadan e nel 1969 ottiene una borsa di studio per conseguire la sua prima laurea in Francia. 
In seguito perfeziona e approfondisce i suoi studi presso le università di Ibadan, Dakar e Parigi, praticando le arti del teatro e della performance con la compagnia Orisun Theatre, fondata da Wole Soyinka.
Nel 1983 diventa professore di Discipline teatrali all'Università del Benin. 
Direttore del Teatro Nazionale di Lagos, è stato Visiting Professor in molte università africane ed europee; attualmente insegna presso il Dipartimento delle Arti Teatrali dell'Università di Ibadan.
È sicuramente uno degli scrittori nigeriani più prolifici; ha scritto, pubblicato e realizzato oltre 60 opere, diffuse capillarmente non solo attraverso pubblicazioni scritte ma anche ricorrendo ai mass media, dalla radio, al cinema, al teatro e alla televisione.
I suoi drammi sono molto conosciuti soprattutto per l'impegno da sempre perseguito nei confronti della situazione socio-politica del suo paese, in particolare durante il passaggio dal regime coloniale all'indipendenza, nonché durante la guerra civile fino ai giorni nostri.

## Poetica teatrale
La prospettiva di Osofisan è fortemente radicata nella realtà della sua terra e la sua visione del teatro e della performance in genere è senza dubbio basata su un'ideologia politica potenzialmente rivoluzionaria. 
In questo senso, l'autore sperimenta nuove forme di rappresentazione attraverso le tecniche e i saperi del cosiddetto teatro popolare Yoruba, il che rende i suoi lavori estremamente accessibili e fortemente legati alle simbologie della tradizione, seppur agganciate alla realtà contemporanea e alle sue complesse dinamiche.
L'elemento caratterizzate dei suoi lavori teatrali e performativi è costituito dal ricorso alla mitologia e alla tradizione orale, finalizzato alla critica delle dinamiche politiche nigeriane, in particolare all'atteggiamento neo-coloniale di molti governatori, e soprattutto al riconoscimento da parte dei suoi connazionali dei valori e delle caratteristiche portanti della cultura africana in genere. 
Le storie cosmogoniche e mitologiche della tradizione Yoruba diventano il veicolo attraverso il quale Osofisan parla al pubblico delle questioni cogenti ancora irrisolte e della necessità di dar vita ad una "insurrezione surrettizia", ovvero una prospettiva ideologica e politica alternativa a quella vigente che risulti capace di sovvertire gli ordine del potere costituito.
Tutta la sua produzione teatrale e saggistica è fondata sull'idea di dare maggiore visibilità alla cultura africana in genere, valorizzandone la ricchezza e le capacità di innovazione.

## Opere principali
- Women of Owu, University of Ibadan Press 2006
- Literature and the Pressures of Freedom. Essays, Speeches and Songs,Fourth Dimensions Public.,2006
- African Theatre: Women with Martin Banham, James Gibb, Indiana University Press, 2002
- Once upon four robbers, Heinemmann, 2002
- African Theatre: Playwrights and Politics, Indiana University Press, 2001